# Zdeněk Vítek
Zdeněk Vítek (Vrchlabí, 25 de julio de 1977) es un deportista checo que compitió en biatlón. Ganó una medalla de bronce en el Campeonato Mundial de Biatlón de 2003, en la prueba de velocidad, y dos medallas en el Campeonato Europeo de Biatlón, oro en el año 2000 y bronce en 2008.

## Palmarés internacional
| Campeonato Mundial | Campeonato Mundial           | Campeonato Mundial | Campeonato Mundial |
| Año                | Lugar                        | Medalla            | Prueba             |
| ------------------ | ---------------------------- | ------------------ | ------------------ |
| 2003               | Janty-Mansisk (Rusia)        | Medalla de bronce  | Velocidad          |
| Campeonato Europeo |                              |                    |                    |
| Año                | Lugar                        | Medalla            | Prueba             |
| 2000               | Zakopane (Polonia)           | Medalla de oro     | Individual         |
| 2008               | Nové Město (República Checa) | Medalla de bronce  | Relevos            |